# Slaget ved Angamos
Slaget ved Angamos (8. oktober 1879) var en vigtig kamp i Salpeterkrigen, hvor krigsskibet Huáscar blev omringet og erobret af Chiles flåde. Krigsskibets kaptajn, Miguel Grau blev dræbt i kampen. Efter kampen kunne den peruvianske flåde ikke forhindre invasionen af sit territorium.
| Historie | Spire Denne historieartikel er en spire som bør udbygges. Du er velkommen til at hjælpe Wikipedia ved at udvide den. |